# Окото (филм)
„Окото“ (на английски: The Eye) е американски трилър филм от 2008 година.

## Сюжет
Внимание:  Текстът по-долу разкрива сюжета на произведението (или части от него)!
Сидни Уелс (в ролята Джесика Алба) е прочута цигуларка в Лос Анджелис. Интелигентна, реализирана и напълно независима. След инцидент в детството си загубва възможността да вижда. Остава напълно сляпа. Историята започва с трансплантация на роговици, която възстановява зрението ѝ след 20-годишна слепота. След операцията Д-р Пол Фолкнър (в ролята Алесандро Нивола) е натоварен със задачата да помогне на Сидни да се приспособи към света около нея и към това, което ѝ предстои да види. С помощта и на по-голямата ѝ сестра, Хелън (в ролята Паркър Поузи), светът на Сидни бавно започва да придобива форма. Но щастието на Сидни е краткотрайно. Необясними и страшни картини започват да я преследват. След като близките и приятелите ѝ започват да се съмняват в здравия ѝ разум, Сидни е убедена, че новите ѝ очи някак си са отворили вратата към зловещ свят, който само тя може да види.
По късно разбира, че момичето, на което били роговиците всъщност я предупреждава за голям инцидент. Решителната Сидни успява да предотврати инцидента, но губи зрението си отново. След всичко, което преживява разбира, че истинските неща се виждат със сърцето.